# Jean Montmain
Jean Montmain (* 28. Mai 1888 in Saint-Laurent-de-Chamousset; † 14. Januar 1915 bei Roosbrugge) war ein französischer Kunstflieger.
Jean Montmain begeisterte sein Publikum durch Sturzflüge und ähnliche Kunststücke; Loopingflüge präsentierte er ab Februar 1914   über Genf, Basel, Bern und anderen Schweizer Städten. Er benutzte dazu eine Blériot XI. Sein Patent als Militärpilot wurde am 30. August 1914 ausgestellt. Wenige Monate später starb er bei einem Flugunglück. Sein Grab auf der Nécropole Nationale de Zuydcoote ist erhalten geblieben.